# Посул
Посу́л — древнерусское название взятки: незаконное вознаграждение за осуществление официальных властных полномочий.
Первые упоминания посула содержатся в Двинской уставной грамоте 1397—1398 годов, в ст. 6 которой говорилось: 
А самосуда четыре рубли; а самосуд, то: кто изымав татя с поличным, а посул собе возмет, а наместники доведаются по заповеди, ино то самосуд; а опрочь того самосуда нет.
Иными словами, в этой статье речь идёт о незаконном присвоении потерпевшим от кражи судебных полномочий (самосуде). При этом самосудом признаётся незаконное получение денежной компенсации, причитавшейся наместнику, на которого возлагалось осуществление правосудия. Некоторые учёные полагают, что данная норма запрещала наместнику отпускать пойманного вора за взятку.
Большая часть историков права полагает, что понятие посула начинает употребляться в смысле взятки начиная с Псковской Судной грамоты 1397 года, ст. 4 которой гласила: 
А князь и посадник на вече суду не судять, судити им у князя на сенех, взирая в правду по крестному целованью. А не въсудят в правду, ино Бог буди им судиа на втором пришествии Христове. А тайных посулов не имати ни князю, ни посаднику.
Упоминания о посулах также можно встретить в Новгородской Судной грамоте и в Судебнике 1497 года, в ст. 33 и 34 которого запрещалось недельщикам брать посулы с тяжущихся для судей и лично для себя. В свою очередь, в ст. 67 говорится о запрещении взимать посулы и давать ложные показания на суде по всем городам и волостям русского централизованного государства.
Запрет посулов указывает на стремление великокняжеской власти бороться с бесчисленными проявлениями мздоимства в судах. За пределами судопроизводства взяточничество, однако, криминализировано не было. Более того — наместники и воеводы не получали особого жалования, а кормились только за счёт того, что им приносили челобитники.